# Campionato del mondo di scacchi per corrispondenza
Il Campionato del mondo di scacchi per corrispondenza viene organizzato dalla ICCF (International Correspondence Chess Federation) per determinare il Campione del Mondo di scacchi per corrispondenza.
Il campionato del mondo è organizzato in quattro fasi: "preliminari", "semifinali", "torneo dei candidati" e "finale". La finale, di 17 giocatori, inizia generalmente ogni due anni.
Le ICCF Tournament Rules definiscono le modalità di accesso a ciascuna delle fasi. Una finale inizia generalmente ogni due anni e vi si qualificano i primi tre classificati delle edizioni precedenti, i primi due di ciascun "torneo dei candidati" e i vincitori di particolari tornei di alto livello.
La ICCF organizzava anche il Campionato del mondo femminile di scacchi per corrispondenza, che è stato abolito per la parità fra i sessi.

## Campioni del mondo
| #   | Anni      | Campioni                                      | Nazionalitá                 |        |
| --- | --------- | --------------------------------------------- | --------------------------- | ------ |
| 01. | 1950-1953 | Cecil Purdy                                   | Australia                   | [ 1 ]  |
| 02. | 1956-1959 | Vjačeslav Ragozin                             | Unione Sovietica            | [ 2 ]  |
| 03. | 1959-1962 | Albéric O'Kelly                               | Belgio                      | [ 3 ]  |
| 04. | 1962-1965 | Vladimir Zagorovskij                          | Unione Sovietica            | [ 4 ]  |
| 05. | 1965-1968 | Hans Berliner                                 | Stati Uniti                 | [ 5 ]  |
| 06. | 1968-1971 | Horst Rittner                                 | Germania Est                | [ 6 ]  |
| 07. | 1972-1976 | Jakov Estrin                                  | Unione Sovietica            | [ 7 ]  |
| 08. | 1975-1980 | Jørn Sloth                                    | Danimarca                   | [ 8 ]  |
| 09. | 1977-1983 | Tõnu Õim                                      | Unione Sovietica            | [ 9 ]  |
| 10. | 1978-1984 | Victor Palciauskas                            | Stati Uniti                 | [ 10 ] |
| 11. | 1983-1989 | Friedrich Baumbach                            | Germania Est                | [ 11 ] |
| 12. | 1984-1991 | Grigorij Sanakoev                             | Russia                      | [ 12 ] |
| 13. | 1989-1998 | Michail Umanskij                              | Russia                      | [ 13 ] |
| 14. | 1994-2000 | Tõnu Õim                                      | Estonia                     | [ 14 ] |
| 15. | 1996-2002 | Gert Timmerman                                | Paesi Bassi                 | [ 15 ] |
| 16. | 1999-2004 | Tunç Hamarat                                  | Austria                     | [ 16 ] |
| 17. | 2002-2007 | Ivar Bern                                     | Norvegia                    | [ 17 ] |
| 18. | 2003-2005 | Joop van Oosterom                             | Paesi Bassi                 | [ 18 ] |
| 19. | 2004-2007 | Christophe Léotard                            | Francia                     | [ 19 ] |
| 20. | 2004-2011 | Pertti Lehikoinen                             | Finlandia                   | [ 20 ] |
| 21. | 2005-2008 | Joop van Oosterom                             | Paesi Bassi                 | [ 21 ] |
| 22. | 2007-2010 | Aleksandr Dronov                              | Russia                      | [ 22 ] |
| 23. | 2007-2010 | Ulrich Stephan                                | Germania                    | [ 23 ] |
| 24. | 2009-2012 | Marjan Šemrl                                  | Slovenia                    | [ 24 ] |
| 25. | 2009-2013 | Fabio Finocchiaro                             | Italia                      | [ 25 ] |
| 26. | 2010-2014 | Langeveld, Ron A. H.                          | Paesi Bassi                 | [ 26 ] |
| 27. | 2011-2014 | Aleksandr Dronov                              | Russia                      | [ 27 ] |
| 28. | 2013-2015 | Leonardo Ljubičić                             | Slovenia                    | [ 28 ] |
| 29. | 2015-2018 | Aleksandr Dronov                              | Russia                      | [ 29 ] |
| 30. | 2017-2019 | Andrey Kochemasov                             | Russia                      | [ 30 ] |
| 31. | 2019-2022 | Fabian Stanach, Christian Muck, Ron Langeveld | Polonia Austria Paesi Bassi | [ 31 ] |
| 32. | 2020-2022 | Jon Edwards                                   | Stati Uniti                 | [ 32 ] |

## Vincitrici del campionato mondiale femminile

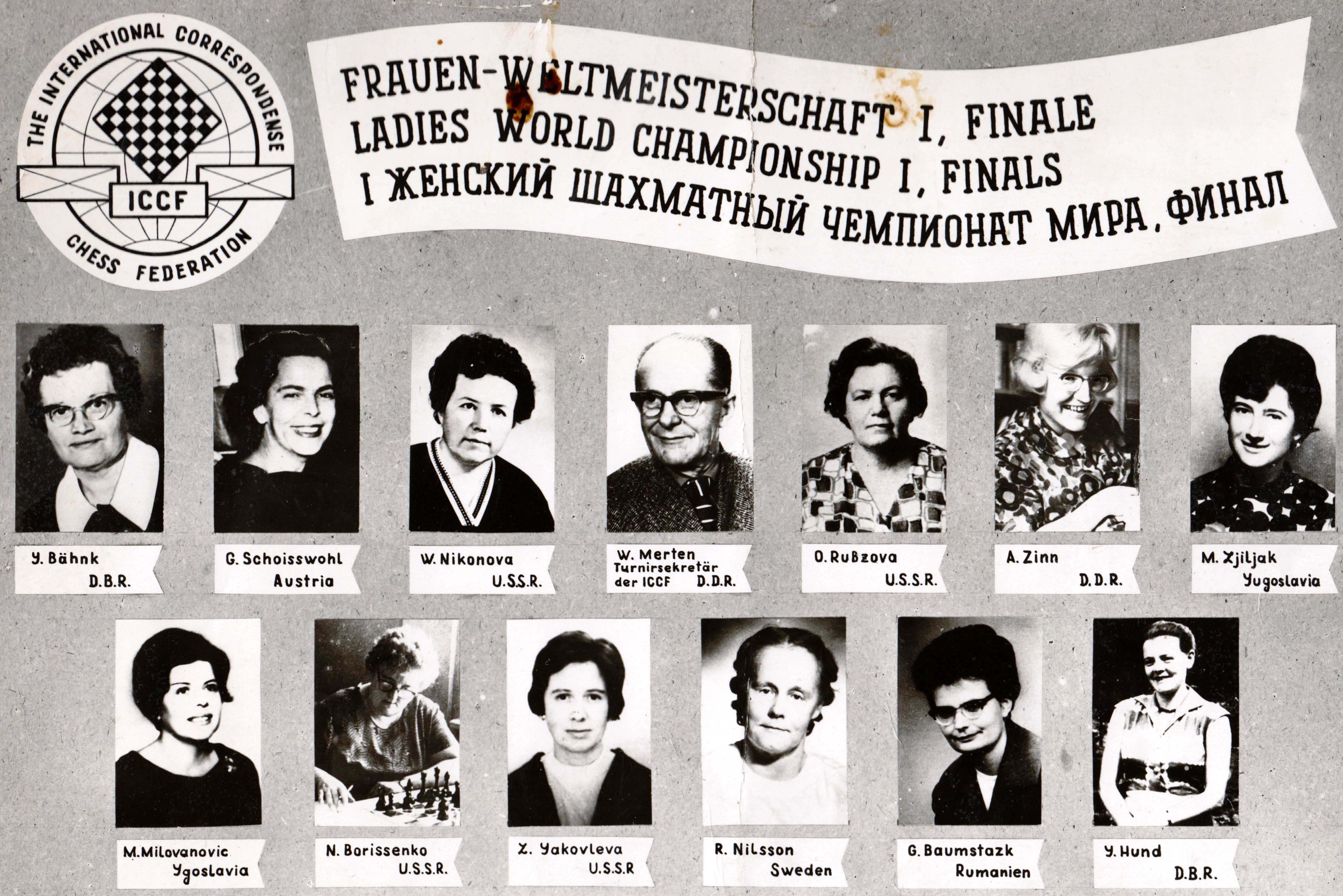
First Women World Correspondence Championship (1968/72)

| #  | Anni      | Campioni           | Nazionalitá      |        |
| -- | --------- | ------------------ | ---------------- | ------ |
| 1  | 1968-1972 | Olga Rubcova       | Unione Sovietica | [ 33 ] |
| 2  | 1972-1977 | Lora Jakovleva     | Unione Sovietica | [ 34 ] |
| 3  | 1978-1984 | Ljuba Kristol      | Israele          | [ 35 ] |
| 4  | 1984-1992 | Ljudmila Belavenec | Unione Sovietica | [ 36 ] |
| 5  | 1993-1998 | Ljuba Kristol      | Israele          | [ 37 ] |
| 6  | 2000-2005 | Alessandra Riegler | Italia           | [ 38 ] |
| 7  | 2002-2006 | Ol'ga Suchareva    | Russia           | [ 39 ] |
| 8  | 2007-2010 | Ol'ga Suchareva    | Russia           | [ 40 ] |
| 9  | 2011-2014 | Irina Perevertkina | Russia           | [ 41 ] |
| 10 | 2014-2017 | Irina Perevertkina | Russia           | [ 42 ] |
| 11 | 2017-2020 | Irina Perevertkina | Russia           | [ 43 ] |
| 12 | 2020-2023 | Irina Perevertkina | Russia           | [ 44 ] |

## Coppa ICCF
È il più grande torneo organizzato dall'ICCF, aperto a tutti i giocatori, indipendentemente dalla categoria o dai titoli in loro possesso. È strutturato in tre fasi: preliminari, semifinali e finale. La prima edizione iniziò nel 1968.
| #    | Anni finale | Vincitore                          | Nazionalitá      |        |
| ---- | ----------- | ---------------------------------- | ---------------- | ------ |
| 1    | 1973-1977   | Karl Maeder                        | Germania Est     | [ 45 ] |
| 2    | 1977-1983   | Gennadi Nesis                      | Unione Sovietica | [ 46 ] |
| 3    | 1981-1986   | Nikolai Rabinovich                 | Unione Sovietica | [ 47 ] |
| 4    | 1984-1989   | Albert Popov                       | Unione Sovietica | [ 48 ] |
| 5 A  | 1987-1994   | Alexandr Frolov                    | Ucraina          | [ 49 ] |
| 5 B  | 1987-1994   | Gert Timmerman                     | Paesi Bassi      | [ 50 ] |
| 6    | 1994-1999   | Olita Rause                        | Lettonia         | [ 51 ] |
| 7    | 1994-2001   | Aleksey Lepikhov                   | Ucraina          | [ 52 ] |
| 8    | 1998-2002   | Horst Staudler                     | Germania         | [ 53 ] |
| 9    | 1998-2001   | Edgar Prang                        | Germania         | [ 54 ] |
| 10   | 2001-2005   | Frank Schröder                     | Germania         | [ 55 ] |
| 11   | 2008-2011   | Reinhard Moll                      | Germania         | [ 56 ] |
| 12 E | 2005-2007   | Reinhard Moll                      | Germania         | [ 57 ] |
| 12 P | 2009-2013   | Matthias Gleichmann                | Germania         | [ 58 ] |
| 13   | 2009-2012   | Reinhard Moll                      | Germania         | [ 59 ] |
| 14   | 2009-2012   | Reinhard Moll                      | Germania         | [ 60 ] |
| 15   | 2012-2015   | Klemen Sivic                       | Slovenia         | [ 61 ] |
| 16   | 2013-2016   | Uwe Nogga                          | Germania         | [ 62 ] |
| 17   | 2014-2017   | Matthias Gleichmann                | Germania         | [ 63 ] |
| 18   | 2015-2019   | Reinhard Moll Stefan Ulbig         | Germania         | [ 64 ] |
| 19   | 2014-2016   | Thomas Herfuth                     | Germania         | [ 65 ] |
| 20   | 2017-2020   | Sergey Kishkin                     | Russia           | [ 66 ] |
| 21   | 2019-2021   | Matthias Gleichmann                | Germania         | [ 67 ] |
| 22   | 2021-2023   | Dmitry Morozov Matthias Gleichmann | Russia Germania  | [ 68 ] |

## Coppa del mondo veterani
È riservato ai giocatori di scacchi di età superiore ai 60 anni, senza distinzione di categoria e di sesso.  Si svolge in tre fasi: eliminatorie, semifinale e finale.
| #  | Anni      | Vincitore            | Nacionalitá |        |
| -- | --------- | -------------------- | ----------- | ------ |
| 1  | 2009-2011 | Rob Kruis            | Paesi Bassi | [ 69 ] |
| 2  | 2013-2014 | Vladimir Sergeev     | Russia      | [ 70 ] |
| 3  | 2014-2016 | Frits Bleker         | Grecia      | [ 71 ] |
| 4  | 2015-2017 | Reinhard Sikorsky    | Germania    | [ 72 ] |
| 5  | 2016-2017 | Ralf Neubauer        | Germania    | [ 73 ] |
| 6  | 2017-2019 | Mattia Boccia        | Italia      | [ 74 ] |
| 7  | 2018-2020 | Sergey Novikov       | Russia      | [ 75 ] |
| 8  | 2019-2021 | Guy van Habberney    | Belgio      | [ 76 ] |
| 9  | 2020-2022 | Jean Claude Schuller | Lussemburgo | [ 77 ] |
| 10 | 2021-2023 | Gediminas Voveris    | Lituania    | [ 78 ] |

## Olimpiadi per squadre nazionali
| Finale | Anni      | Oro                     | Argento                | Bronzo                         | Italia    |
| ------ | --------- | ----------------------- | ---------------------- | ------------------------------ | --------- |
| 1      | 1949-1952 | Ungheria (25)           | Cecoslovacchia (20     | Svezia (19,5)                  | 6° (16)   |
| 2      | 1952-1955 | Cecoslovacchia (27,5)   | Svezia (27,5)          | Germania (27)                  |           |
| 3      | 1958-1961 | Unione Sovietica (35,5) | Ungheria (32,5)        | Jugoslavia (32)                |           |
| 4      | 1962-1964 | Unione Sovietica (36)   | Germania (DDR) (28,5)  | Svezia (27,5)                  |           |
| 5      | 1965-1968 | Cecoslovacchia (31,5)   | Unione Sovietica (30)  | Germania (RFT) (29,5)          |           |
| 6      | 1968-1972 | Unione Sovietica (38)   | Cecoslovacchia (28,5)  | Germania (DDR) (25,5)          |           |
| 7      | 1972-1976 | Unione Sovietica (35,5) | Bulgaria (30)          | Gran Bretagna (29,5)           |           |
| 8      | 1977-1982 | Unione Sovietica (46,5) | Ungheria (44)          | Gran Bretagna (41,5)           |           |
| 9      | 1982-1987 | Gran Bretagna (33,5)    | Germania (RFT) (30)    | Unione Sovietica (27)          |           |
| 10     | 1987-1995 | Unione Sovietica (34)   | Inghilterra (33,5)     | Germania (DDR) (33,5)          | 8° (24)   |
| 11     | 1992-1999 | Cecoslovacchia (45,5)   | Germania (45,5)        | Canada (40)                    |           |
| 12     | 1998-2004 | Germania (47,5)         | Lituania (42,5)        | Lettonia (42,5)                |           |
| 13     | 2004-2009 | Germania (38)           | Repubblica Ceca (34,5) | Polonia (32)                   |           |
| 14     | 2002-2006 | Germania (45,5)         | Lituania (39,5)        | Stati Uniti (36)               |           |
| 15     | 2006-2009 | Norvegia (48)           | Germania (47)          | Paesi Bassi 46,5               |           |
| 16     | 2010-2016 | Repubblica Ceca (33,5)  | Germania (28,5)        | Francia (26,5)                 | 9° (22)   |
| 17     | 2009-2012 | Germania (44,5)         | Spagna (43,5)          | Italia (39,5)                  |           |
| 18     | 2012-2016 | Germania (41,5)         | Slovenia (41)          | Spagna (39)                    | 5° (36,5) |
| 19     | 2016-2021 | Bulgaria (27)           | Germania (26,5)        | Repubblica Ceca, Polonia(26,5) |           |
| 20     | 2016-2019 | Germania (39,5)         | Russia (39,5)          | Spagna (39)                    |           |

## Olimpiadi per squadre nazionali femminili
| Finale | Anni      | Oro                   | Argento             | Bronzo                | Italia  |
| ------ | --------- | --------------------- | ------------------- | --------------------- | ------- |
| 1      | 1974-1979 | Unione Sovietica (22) | Germania (RFT) (19) | Cecoslovacchia (15,5) |         |
| 2      | 1980-1986 | Unione Sovietica (26) | Cecoslovacchia (26) | Jugoslavia (20)       |         |
| 3      | 1986-1992 | Unione Sovietica (23) | Cecoslovacchia (21) | Ungheria (14,5)       |         |
| 4      | 1992-1997 | Repubblica Ceca (24)  | Russia (21)         | Polonia (18,5)        |         |
| 5      | 1997-2003 | Russia (25)           | Germania (22)       | Repubblica Ceca (18)  |         |
| 6      | 2003-2006 | Lituania (26,5)       | Germania (23,5)     | Italia (23)           |         |
| 7      | 2007-2009 | Slovenia (25)         | Lituania (23,5)     | Germania (23)         | 4° (20) |
| 8      | 2008-2010 | Polonia (27)          | Bulgaria (27)       | Italia (26)           |         |
| 9      | 2011-2014 | Russia (34)           | Lituania (32,5)     | Germania (30)         | 6° (25) |
| 10     | 2015-2017 | Germania (33)         | Lituania (30)       | Russia (28)           | 6° (24) |